# スール・スーリール
ラ・スール・スーリール（La Sœur Sourire、本名：ジャンヌ=ポール・マリ・デッケルス（Jeanne-Paule Marie Deckers）、1933年10月17日 - 1985年3月29日）はベルギーの歌手である。ザ・シンギング・ナン（The Singing Nun）の名でも知られる。

## 生涯
ラ・スール・スーリールは第二次世界大戦中、一家でパリに居住。ここで父はレジスタンス運動に参加していた。1945年、一家はベルギーに帰国。サン・アンリに住んで学校に通ったが、1953年に単身パリへ留学し、美術学校に学ぶ。美術教師としての訓練を受けてブリュッセルに戻り、女子校で教壇に立った。しかし1959年、ベルギーのドミニコ会フィシェルモン修道院に入会。修道名はシスター・リュック・ガブリエル
。
この修道院でギターを習い始め、作曲を始めたところ音楽の才能を認められ、他の修道女たちに励まされて1963年にレコードを発表。アルバム『ザ・シンギング・ナン』に収められた『ドミニク』が人気急上昇し、全米のヒットチャートに入る。ビルボードではシングル（Hot 100）・アルバムの両チャートで1位を獲得した。彼女は一夜にして国際的なスターとなり、スール・スーリール（シスター・スマイル）の芸名を名乗って、1964年には『エド・サリヴァン・ショー』に出演した。『ドミニク』は日本ではペギー葉山（作詞：あらかはひろしまたは音羽たかし。どちらも歌詞は同じだが、盤によって表記が異なる。伊東ゆかりも若干異なる歌詞でカバー）やザ・ピーナッツ（作詞：福地美穂子）、東京放送児童合唱団（作詞：島恵郎。NHK『みんなのうた』で使用された）によって日本語詞でカバーされた。
1966年、彼女に関する映画『歌え!ドミニク』がデビー・レイノルズの主演で製作されたが、ジャンヌの本当の伝記とは大きく異なっていた。
1966年、ジャンヌは修道院を去る。収入の大半を修道院に寄付していた。音楽的には新境地を開きつつあったが、ジャンヌは徐々に忘れられた歌手になっていった。一つには、世俗的名声を軽蔑していたためでもある。1967年に出したセカンドアルバムの題名は"I Am Not a Star in Heaven"（私は天の星じゃない）だった。
彼女は大変宗教的だったが、徐々にカトリック教会の保守性に批判の度を強めていき、最後には産児制限を主張していた。1966年には、ジョン・レノンのキリスト教批判に共感していた。1967年にはリュック・ドミニク（Luc Dominique）の名で、産児制限の賛歌『黄金のピルのために神の栄光あれ』を録音したが、商業的には失敗に終わった。
音楽活動を停止した後、10年来の親友アニ・ペシェル（Annie Pécher）と共にベルギーで自閉症児童のための学校を開いた。だが1970年代後半（『American Top 40』の1978年7月22日の放送で報じられた）、ベルギー政府が彼女に対して5万米ドルの追徴課税をおこなうと発表した。これに対してジャンヌは、「お金は修道院に寄付したものであり課税の対象外となる」と主張したが、寄付だったことを示す領収書が存在しなかったため彼女の言い分は認められず、深刻な経済苦に見舞われることとなった。1982年には芸能界への復帰を図って失敗している。そして彼女はペシェルと共に睡眠薬と酒を過剰服用し、自殺。2人は一緒に埋葬された。

## 映画
- シスタースマイル ドミニクの歌 (2009年)

## 演劇
- 1996年、『ザ・シンギング・ナンの悲劇的で恐ろしい生涯』（The Tragic and Horrible Life of the Singing Nun）と題する芝居がオフ・ブロードウェイのザ・グローヴ・ストリート・プレイハウスで上演された。台本と監督はブレア・フェルが担当。主人公シスター・ジャニーンが修道院に入ってから自殺をするまでを描いた、ジャンヌをモデルとした内容となっており、商業的に大成功したため、カトリック同盟が公に声明文を発表して製作者側を非難する騒ぎにもなった[8]。

- 2006年、『ザ・シンギング・ナンの悲劇的で恐ろしい生涯』がニューヨーク・ミュージカル・シアター・フェスティヴァルで再演された。製作者のジョージ・デマーコウとデイヴィッド・ジェラードは1996年のオリジナル版の製作に携わったメンバーである。作曲家・作詞家はアンディ・モンロー。マイケル・シラリが監督を担当した[9]。